# 竹内啓雄
竹内 啓雄（たけうち よしお、1948年11月6日 - ）は、日本の男性アニメーション演出家、アニメーション監督、脚本家。東京都荒川区出身。

## 来歴
法政大学中退後、新聞の求人欄でアニメ制作会社ハテナ・プロダクションの募集を見てアニメ業界に入る。特にアニメも漫画も好きではなかったが、映画好きだったことから求人欄の「まんが映画」という記述に惹かれて応募した。ハテナプロでは制作として入社してすぐに演出を希望して岡崎稔の下で演出助手になり、『もーれつア太郎』など東映動画作品を担当。ハテナプロは入社して1年ほどして解散したため、竹内はアニメ業界を離れて2年ほどアルバイト生活を送った。
ハテナプロ時代の同僚であり、2年ほど共同生活を送ったこともある向坪利次が東京ムービーに入社していたことから、竹内に声がかかり『アタックNo.1』の途中からアニメ業界に復帰した。1973年放送の『ジャングル黒べえ』からアニメ監督の出崎統との付き合いが始まり、『エースをねらえ!』の頃に出崎が所属していたマッドハウスの社員に。その後は出崎の下で演出を学び、出崎作品の助監督や演出を手掛けた。1980年に出崎と杉野昭夫がアニメスタジオスタジオあんなぷるを発足させるとマッドハウスを離れて移籍した。1982年から放送の『スペースアドベンチャーコブラ』で出崎と連名の形でテレビアニメの監督デビュー。出崎は1983年5月公開のアニメ映画『ゴルゴ13』を監督するため、クレジット上は出崎の名前が残ったままだったが、2クール目からは竹内が実質上単独で『スペースアドベンチャーコブラ』の監督職を務めた。
1983年スタートの『キャッツ♥アイ』が公式には初の単独でのチーフディレクター作品である。アニメ業界に復帰してから1986年頃までは主に東京ムービー作品を手がけていた。
出崎が監督したテレビアニメ『宝島』を再編集した1987年の劇場版で初監督。新作のアニメ映画では1993年の『劇場版 かいけつゾロリ』で初監督だが30分の短編作品だった。両作品とも東京ムービー作品である。長編作品では1997年の『ジャングル大帝』が監督デビューとなる。
劇場版『ジャングル大帝』以後も出崎監督の『ブラック・ジャック』など手塚プロダクション作品に携わった。師事していた出崎が製作途中に没した2011年リリースの遺作『ブラック・ジャックFINAL』 (KARTE11、12)では演出を行った。
シンエイ動画では1988年スタート『美味しんぼ』や『野坂昭如戦争童話集 凧になったお母さん』、同作品の『ぼくの防空壕』で監督を務める。
1998年時点では所属はなくフリー。

## 人物
脚本執筆時のペンネームに「日吉 恵」、「今野 譲」。「河島 三郎」は演出時の別名義。その他の変名として「早川 よしお」。
出崎統は、竹内を助監督として最高の人で頼り切ってると称賛し、人柄の良さも褒め称えていた。自分には無理なソフトでユーモアセンスのある作品を作れるとも評した。東京ムービーの文芸スタッフだった飯岡順一は竹内は独特な訥々とした語り口で決して怒ったり怒鳴ったりしないと語っている。
グルメアニメ『美味しんぼ』の監督を務めていたが、本人は食への拘りは強くなく、卵焼きと海苔と味噌汁があれば満足だという。

## 参加作品

### テレビアニメ
1968年
- あかねちゃん（演出助手）
- サイボーグ009（演出助手）
- 魔法使いサリー（演出助手）

1969年
- ひみつのアッコちゃん（演出助手）
- アタックNo.1（演出）

1973年
- ジャングル黒べえ（演出助手）
- エースをねらえ!（脚本）
- 侍ジャイアンツ（演出助手、絵コンテ）

1975年
- ガンバの冒険（脚本、演出）
- 元祖天才バカボン（脚本、演出）

1976年
- まんが世界昔ばなし（演出）

1977年
- 家なき子（演出）

1978年
- 宝島（演出）

1979年
- ベルサイユのばら（演出）

1980年
- 坊っちゃん※単発作品（演出）

1982年
- あしたのジョー2（助監督）
- スペースコブラ（1982年 - 1983年、チーフディレクター）

1983年
- キャッツ♥アイ・第1期（1983年 - 1984年、チーフディレクター、演出）※演出は早川よしお名義

1984年
- レンズマン（設定）

1985年
- おねがい!サミアどん（演出）

1986年
- Bugってハニー（演出）

1988年
- 美味しんぼ（1988年 - 1992年、監督、絵コンテ）

1992年
- それいけ!アンパンマン（脚本、絵コンテ）※日吉恵名義

1999年
- ごぞんじ!月光仮面くん（1999年 - 2000年、監督、絵コンテ）

2000年
- へろへろくん（絵コンテ）
- アニメまんざい（2000年 - 2001年、監督、絵コンテ）

2002年
- 真・女神転生デビチル（2002年 - 2003年、監督（第1話 - 第26話）、絵コンテ）

2003年
- アストロボーイ・鉄腕アトム（絵コンテ、演出）
- 凧になったお母さん（監督）

2004年
- 火の鳥（絵コンテ、演出）
- ブラック・ジャック（シナリオ・絵コンテ・演出）

2005年
- アイシールド21（脚本）
- ぼくの防空壕（監督、脚本、絵コンテ）

2006年
- NIGHT HEAD GENESIS（監督）
- ブラック・ジャック21（脚本）

2007年
- もっけ（文芸、演出）
- ぷるるんっ!しずくちゃん（脚本）※日吉恵名義

2008年
- スケアクロウマン（監督、シリーズ構成）※シリーズ構成は日吉恵名義

2009年
- エグザムライ戦国（監督、脚本）※脚本は日吉恵名義

### 劇場アニメ
1979年
- エースをねらえ! 劇場版（助監督）

1980年
- 家なき子（助監督）

1984年
- 冒険者たち ガンバと7匹のなかま（助監督、絵コンテ）

1986年
- 時空の旅人（設定、脚本）

1987年
- 宝島（構成、監督）
- ほえろブンブン（脚本）

1988年
- AKIRA（助監督）
- はれときどきぶた（脚本）

1990年
- おじさん改造講座（脚本）

1993年
- 劇場版 かいけつゾロリ（監督、脚本、絵コンテ、演出）※脚本は日吉恵名義

1994年
- それいけ!アンパンマン みんな集まれ! アンパンマンワールド（脚本）※日吉恵名義

1995年
- それいけ!アンパンマン アンパンマンとハッピーおたんじょう日（構成・脚本）※日吉恵名義

1996年
- それいけ!アンパンマン ばいきんまんと3ばいパンチ（脚本）※日吉恵名義

1997年
- ジャングル大帝（監督、脚色）

1998年
- それいけ!アンパンマン アンパンマンとおかしな仲間（脚本）※日吉恵名義

1999年
- それいけ!アンパンマン アンパンマンとたのしい仲間たち（脚本）※日吉恵名義

2002年
- それいけ!アンパンマン 鉄火のマキちゃんと金のかまめしどん（脚本）※日吉恵名義
- 爆転シュート ベイブレード THE MOVIE 激闘!!タカオVS大地（総監督）

2005年
- ブラック・ジャック ふたりの黒い医者（演出）
- あした元気にな〜れ! 〜半分のさつまいも〜（監督）

### OVA
1987年
- スペース・ファンタジア 2001夜物語（監督、絵コンテ）

1989年
- のたり松太郎（監督）

1990年
- 天外魔境 自来也おぼろ変（監督、脚本）
- OL改造講座（脚本）※日吉恵名義

1991年
- 一本包丁満太郎（監督、脚本）※脚本は日吉恵名義
- ハンサムな彼女（脚本）※日吉恵名義

1993年
- それいけ!アンパンマンシリーズ（シリーズ構成・脚本）※日吉恵名義

1999年
- ハーロック・サーガ　ニーベルングの指環（監督、脚本、絵コンテ）※脚本は日吉恵名義
- ブラック・ジャック（脚本）※日吉恵名義

2005年
- 人KENまもる君とあゆみちゃん（脚本）※日吉恵名義

2008年
- 新宿シンちゃんパトロール（脚本）※日吉恵名義

2011年
- ブラック・ジャック FINAL（演出）

### その他
1987年
- ベルサイユのばら 生命あるかぎり愛して（監督） ※ビデオ販売のテレビアニメ再編集作品、こだま兼嗣と共同監督、1990年に劇場公開